# Всеволожский, Александр Дмитриевич
Александр Дмитриевич Всеволожский — (20 сентября (2 октября) 1862 — 1926, Владивосток) — действительный статский советник, пристав Государственного совета Российской империи.

## Биография
Отец — представитель младшей ветви дворянского рода Всеволожских, чиновник по линии благотворительности, Дмитрий Александрович Всеволожский, мать — княжна Екатерина Николаевна Трубецкая.
- 1887—1889 годы — губернский секретарь, причислен к Государственной канцелярии Государственного совета Российской империи
- 1890—1892 годы — коллежский секретарь, исполняющий должность секретаря при председателе департамента законов Государственного совета графе Д. М. Сольском
- 1893—1895 годы — титулярный советник, исполняющий должность секретаря при председателе департамента законов Госсовета М. Н. Островском
- 1896—1897 годы — коллежский асессор, секретарь при председателе департамента законов Госсовета М. Н. Островском
- 1899—1902 годы — надворный советник, секретарь при председателе департамента законов Госсовета Э. В. Фрише
- 1903—1904 годы — коллежский советник, секретарь при председателе департамента законов Госсовета Э. В. Фрише
- 1905 год — коллежский советник, старший делопроизводитель отделения законов Государственной канцелярии сверх штата
- 1906 год — коллежский советник, помощник статс-секретаря отделения личного состава и общих дел Государственной канцелярии, в звании камер-юнкера
- 1907 год — коллежский советник, помощник статс-секретаря отделения личного состава и общих дел Государственной канцелярии, исполняющий обязанности пристава Госсовета, в звании камер-юнкера
- 1908 год — статский советник, пристав Госсовета
- 1909—1911 годы — действительный статский советник, пристав Госсовета, почётный опекун Санкт-Петербургского присутствия Опекунского совета учреждений императрицы Марии
- 1912 год — действительный статский советник, пристав Госсовета[2]

Жил в Санкт-Петербурге на Галерной улице в доме № 20.  Владел земельным участком в имении Ивановка Старооскольского уезда Курской губернии. Умер в 1926 году во Владивостоке. (По другим данным умер 1 сентября 1913 года)

## Семья
Сведений о наличии жены и детей нет.